# Ostereistedt
Ostereistedt település Németországban, azon belül Alsó-Szászország tartományban. Lakosainak száma 951 fő (2023. december 31.). Ostereistedt Zeven és Kirchtimke községekkel határos.

## Népesség
A település népességének változása:
| Lakosok száma | 924  | 923  | 929  | 952  | 965  | 951  |
|               | 2016 | 2017 | 2019 | 2021 | 2022 | 2023 |